# 別府優樹
別府 優樹（べっぷ ゆうき、1991年4月8日 - ）(身長170cm)は、日本のプロボクサー。宮崎県都城市出身。久留米櫛間&別府優樹ボクシングジム所属。元WBOアジアパシフィックウェルター級王者。愛称は「九州のタイソン」。

## 人物
都城東高校でボクシングを始めて2012年、久留米櫛間ボクシングジムに入門。

## 来歴
2012年10月21日のプロデビュー戦はKO勝利。
2014年ウェルター級新人王西軍代表として、東軍代表松永宏信を相手に2回32秒KO勝ちで全日本新人王とMVPを獲得。
その後6連勝して2017年1月13日に後楽園ホールで行われた「ダイナミックヤングファイト」のメインイベントで日本スーパーウェルター級8位のチャールズ・ベラミーとウェルター級8回戦を行い、8回1-1（74-78、77-76、76-76）引き分けで15連続KOの日本タイ記録に並べず。
そして2018年10月21日に地場産くるめで行われた「日本タイトル最強挑戦者決定戦」にて日本ウェルター級2位の永野祐樹とウェルター級8回戦を戦い、8回0-3（75-77、75-76、73-78）判定負けで日本王座挑戦権獲得に失敗してプロ初黒星。
2019年12月8日、大阪府立体育会館第二競技場で空位のWBOアジアパシフィックウェルター級王座を懸けて、元日本同級王者でWBOアジアパシフィック同級4位の矢田良太と対戦。ダウンの応酬の末に、10回2分11秒TKO勝ちを収め、王座を獲得した。
2021年5月19日、後楽園ホールでOPBF東洋太平洋ウェルター級王者の豊嶋亮太と王座統一戦を行い、10回2分59秒KO負けを喫し、王座から陥落した。
2021年9月11日、後楽園ホールで元日本ウェルター級王者で日本同級1位の永野祐樹と日本同級王座挑戦者決定戦を行うも、5回51秒TKO負けを喫した。

## 獲得タイトル
- 2014年全日本ウェルター級新人王MVP
- [西日本西軍代表決定戦]敢闘賞獲得
- WBOアジアパシフィックウェルター級王座

## 戦績
- プロボクシング - 25戦21勝3敗1分（20KO）